# Arado Ar 199
Die Arado Ar 199 war ein deutsches See-Schul- und Übungsflugzeug der Arado Flugzeugwerke aus den 1930er Jahren.

## Geschichte
Das Technische Amt verlangte 1938 ein modernes Marine-Schulflugzeug. Die Arado Ar 199 war hierauf der Entwurf eines Schulflugzeuges zur fliegerischen Ausbildung kompletter Seeflugzeug-Besatzungen. Für die Pilotenschulung waren deshalb zwei nebeneinanderliegende Sitze für Lehrer und Schüler vorgesehen, während ein Funk-Schüler mit der gesamten Funkausrüstung dahinter Platz fand.
31 Arado 199 wurden gebaut, 5 V-Muster und 26 Serienmaschinen.
- V1, WNr. 3671, D-IFRB, dann NH+AM (NH+AN?), E-Stelle Travemünde 1940, dann Kemi/Finnland 1943.
- V2, WNr. 3672, D-ISBC, dann BH+BM (?), Crash E-Stelle Travemünde 1940.
- V3, WNr. 3673, D-ITLF, dann TJ+HL, dann Seenotbereichskommando IX, beim Versuch, eine Bf-110-Besatzung vom Ufer des Wesnj-Sees zu bergen, durch Beschuss von MiG-3 verloren am 14. August 1942, geborgen 1993/1994 aus dem See Wernj/Finnland, dann in die USA verbracht, anschließend nach Kanada. Vorhanden sind noch Mittelstück und Heck des Rumpfes, Triebwerk, Teile der Tragflächen und Schwimmer
- V4, WNr. 3674, Musterflugzeug Nullserie, E-Stelle Travemünde 1940, dann in Bergen
- V5, WNr. 3676, RC+HR, Testflugzeug für geänderte Landeklappen, zur E-Stelle Travemünde am 27. Januar 1941, zuletzt dokumentiert dort November 1941.

Ursprünglich wurden laut Lieferplan Nr. 10 vom 1. Januar 1939 65 Maschinen gefordert. Die Vorserie bestand aus 26 Maschinen (WNr. 001–026), deren letzte 4 in Frankreich gebaut wurden. Sie wurden vorwiegend in der Seenotrettung verwendet. Die Serie wurde eingestellt, da der Bedarf an Kampfflugzeugen vorrangiger war.
Beispiele für Serienmaschinen:
- A-0, WNr. 0007, Seenotrettung Finnland Mai 1940.
- A-0, WNr. 0011, nach Pori/Finnland im Mai 1943.
- A-0, WNr. 0017, beschädigt bei Notlandung in Chartres/Frankreich am 28. Mai 1943, nach Travemünde
- A-0, WNr. 0020, Seenotrettung bei SNK IX
- A-0, WNr. 0026, im Oktober 1943 bei Seenotstaffel 10 Stavanger
- A-0, KK+BT, Oktober 1942 E-Stelle Travemünde, Mai 1944 Seefliegerschule Bug auf Rügen
- A-0, BH+AN, April 1940 in Norwegen
- A-0, DM+ZE, 15. Mai 1943 Notlandung in Tournai
- A-0, KK+BX, Jan. 1944 in Tromsø
- A-0, BH+AM, Sommer 1943 in Kemi/Finnland

Einige Arado Ar 199 kamen bei der Seenotstaffel 10 des Seenotbereichskommando IX in Tromsø/Kirkenes in Norwegen zum Einsatz.

## Konstruktion
Die Maschine ähnelte in der Tiefdeckerauslegung der Ar 196, war jedoch auf Basis der Arado Ar 79 und Arado Ar 96 entwickelt worden, allerdings in Ganzmetallbauweise, wobei die Grundstruktur des vorderen Rumpfteils aus einem geschweißten und metallbeplankten Rohrgerüst bestand. Den hinteren Teil bildeten kräfteaufnehmende Halbschalen. Die einholmigen Tragflächen waren ebenfalls leichtmetallbeplankt, während die beweglichen Steuerflächen eine Stoffbespannung erhielten. Für Katapultübungen waren die entsprechenden Beschläge vorhanden.
Die Ar 199 besaß zwei Ganzmetall-Schwimmer mit stark gekieltem Bug, der in eine flache Stufe auslief. Dahinter befand sich ein Kiel, der mit Wasserrudern ausgestattet war. Zur Erreichung gutmütiger Flugeigenschaften hatte die Ar 199 starre Vorflügel und großflächige Ruder. Die ersten vier V-Muster besaßen eine VDM-Einstell-Luftschraube, das letzte und die Serie hingegen eine Argus-Verstellluftschraube.
Die Ar 199 wurde von einem V-Motor Argus As 410 mit 450 PS angetrieben.

## Technische Daten
| Kenngröße             | Daten                                         |
| --------------------- | --------------------------------------------- |
| Besatzung             | 2–3                                           |
| Länge                 | 10,57 m                                       |
| Spannweite            | 12,70 m                                       |
| Höhe                  | 4,36 m                                        |
| Flügelfläche          | 30,40 m²                                      |
| Flügelstreckung       | 5,30                                          |
| Flächenbelastung      | 67,85 kg/m²                                   |
| Flächenleistung       | 12,50 PS/m²                                   |
| Leistungsbelastung    | 5,41 kg/PS                                    |
| Leermasse             | 1676 kg                                       |
| max. Startmasse       | 2060 kg                                       |
| Höchstgeschwindigkeit | 227 km/h in Bodennähe 260 km/h in 3000 m Höhe |
| Marschgeschwindigkeit | 212 km/h                                      |
| Landegeschwindigkeit  | 80 km/h                                       |
| Steigzeit             | 11 min auf 3000 m Höhe                        |
| Dienstgipfelhöhe      | 6500 m                                        |
| Reichweite            | 740 km                                        |
| Triebwerk             | 1 × Argus As 410 C, 450 PS (331 kW)           |

## Erhaltene Exemplare
Die V3 wurde 1993/1994 aus dem See Wernj/Finnland geborgen, dann in die USA verbracht, anschließend nach Kanada. Vorhanden sind noch Mittelstück und Heck des Rumpfes, Triebwerk, Teile der Tragflächen und Schwimmer. Sie sind in einem schlechten Zustand, aber noch restaurierbar.